# Šuryškarskij rajon
Il Šuryškarskij rajon è un rajon (distretto) del circondario autonomo Jamalo-Nenec, nella Russia siberiana occidentale. Il capoluogo è il villaggio di Muži.